# Granbury
Granbury é uma cidade localizada no estado norte-americano do Texas, no Condado de Hood.

## Demografia
Segundo o censo norte-americano de 2000, a sua população era de 5718 habitantes.
Em 2006, foi estimada uma população de 7753, um aumento de 2035 (35.6%).

## Geografia
De acordo com o United States Census Bureau tem uma área de
15,8 km², dos quais 14,3 km² cobertos por terra e 1,5 km² cobertos por água. Granbury localiza-se a aproximadamente 295 m acima do nível do mar.

## Localidades na vizinhança
O diagrama seguinte representa as localidades num raio de 24 km ao redor de Granbury.